# Тверской 16-й драгунский полк

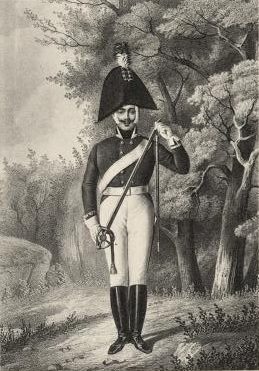
Унтер-офицер Тверского Драгунского полка, 1802 — 1803 годы.

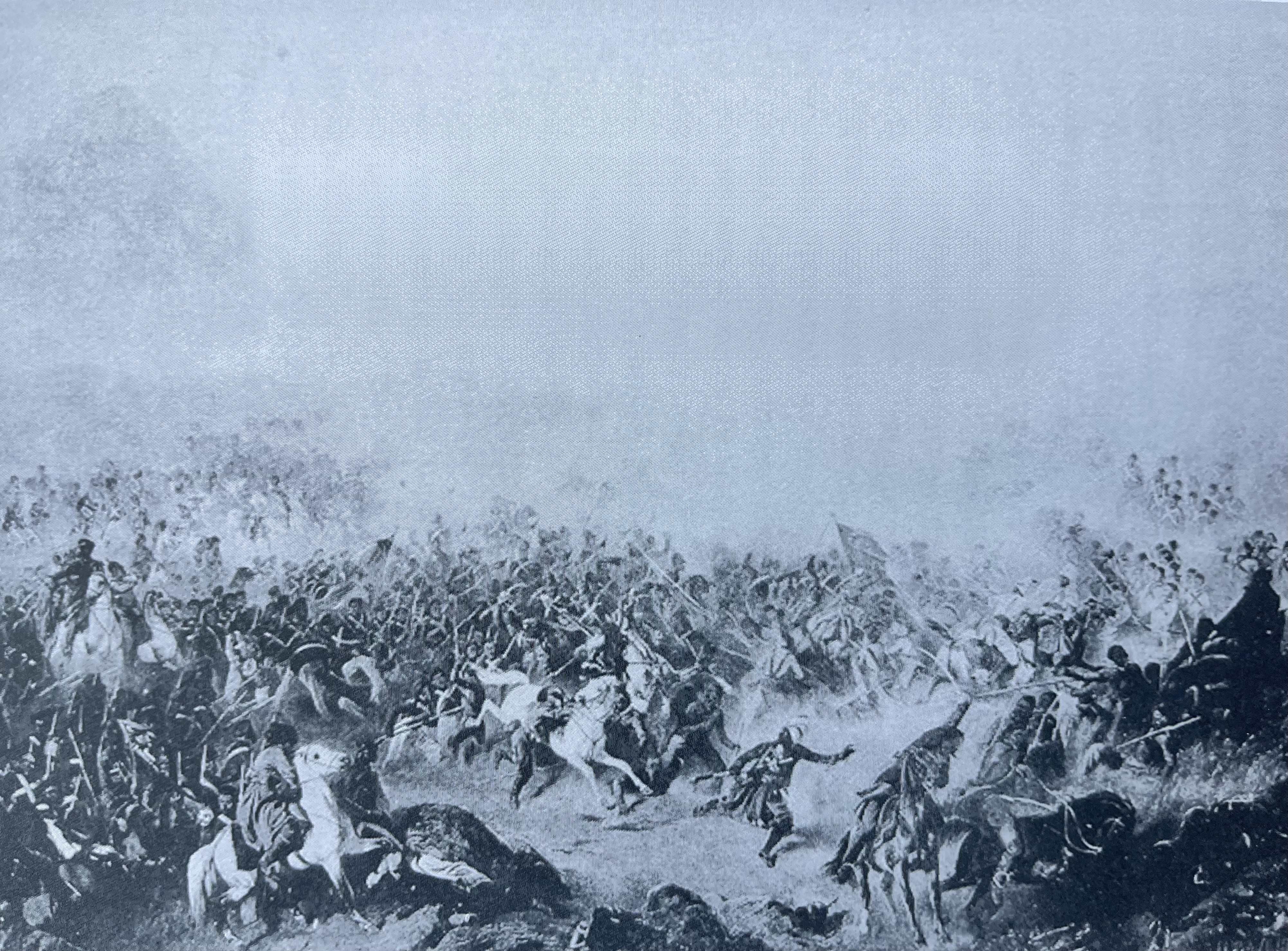
Сражение при Кюрюк-дара 24 июля 1854 г. (с картины Н. Зауервейда)

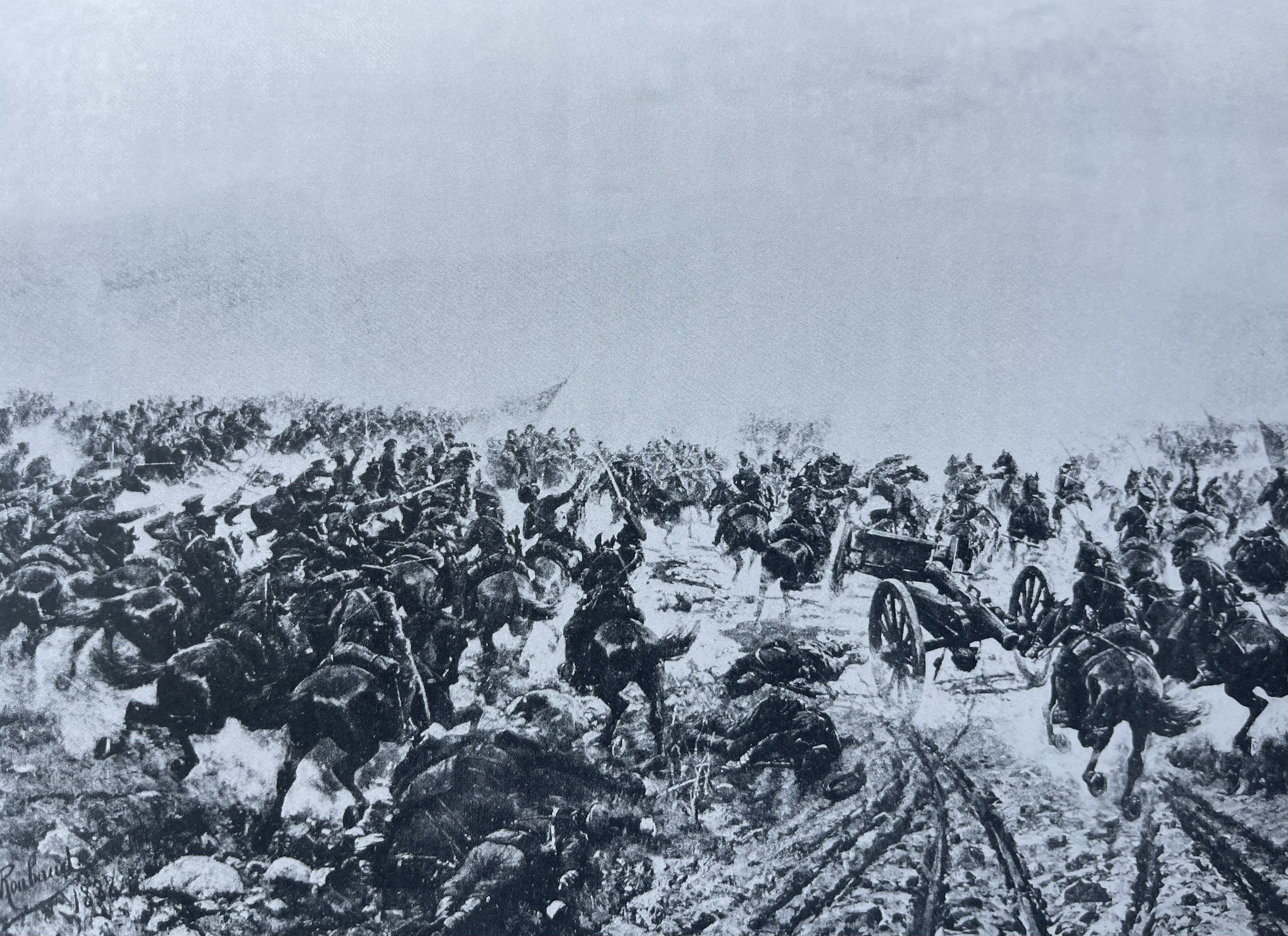
Сражение при Кюрюк-дара 24 июля 1854 г. (с картины Рубо)

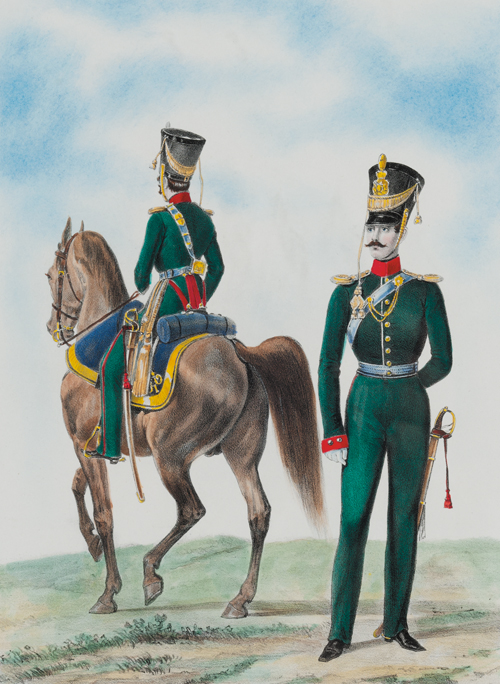
Обер-офицеры Тверского и Финляндского Драгунских полков, 1826 и 1827.

16-й драгунский Тверской полк — армейская кавалерийская воинская часть ВС России. 
Конное формирование входило в состав Кавказской кавалерийской дивизии.

## Места дислокации
- В 1820 году — с. Белогорье Остр. уезда[3]. Полк входил в состав 2-й Драгунской дивизии.
- урочище Царские Колодцы (ныне Дедоплис-Цкаро), Тифлисская губерния.
- Участие: Крымская война, Русско-турецкая война 1877-1878, Первая мировая война.

## История
20 августа 1798 года по повелению Всероссийского императора Павла I из рекрутов сформирован Кирасирский генерал-майора Цорна полк в составе 5-ти эскадронов и 899 нижних чинов. В другом источнике сказано что он сформировывался, в 1798 году, как кирасирский Цорна полк, впоследствии Тверской драгунский.
Боевая история полка тесно связана с защитой кавказских рубежей России в XIX столетии.
31 марта 1801 года наименован Тверским драгунским полком. В 1805 году под командованием шефа А. Н. Бердяева участвовал в боевых действиях во время войны Третьей коалиции.
В 1806 — 1812 годах полк находился в составе Дунайской армии, действовавшей в Молдавии и Валахии против турок в ходе русско-турецкой войны.
В 1811 году полк принимал деятельное участие во всех операциях М. И. Кутузова и по заключении Бухарестского мирного договора выступил из пределов Молдавии и Валахии в Россию.
В 1812 году воинская часть была переформирован в шесть действующих эскадронов и один запасной.
В 1813 году тверцы принимали участие в блокаде и штурме крепости Торна.
В 1829 году полк драгун был переформирован в шесть действующих эскадронов с пешим резервом и один запасной.
21 марта 1833 года к полку присоединены 3-й, 4-й, 6-й действующие эскадроны и пеший резерв Арзамасского конно-егерского полка и половина пешего резерва Волынского уланского полка; затем полк был переформирован в 10 действующих эскадронов с одним резервным. В 1833 году, при общем переформировании армии, число резервных кавкорпусов уменьшено до трёх (Гвардейский, I и II) Тверские драгуны вошли в состав II резервного кавалерийского корпуса.
26 августа 1837 года наименован драгунским Его Императорского Высочества Великого Князя Михаила Павловича.
19 сентября 1849 года по случаю кончины Великого Князя Михаила Павловича назван драгунским Его Императорского Высочества Великого Князя Николая Николаевича. Один дивизион в составе вспомогательного русского корпуса фельдмаршала графа Паскевичa участвовал в Венгерской кампании.
15 марта 1854 года прибыл в Тифлис, 23 марта в села Привольное и Воронцовка и вошел в состав Александропольского отряда. 5 мая выступил в Александрополь. 29 мая 1-й дивизион участвовал в рекогносцировке, предпринятой князем Бебутовым за рекой Арапчай. 24 июля весь полк сражался при Кюрюк-дара и овладел 12-ти-орудийной турецкой батареей.
26 июля 1855 года полк участвовал в фуражировке под начальством генерала Бриммера. Во время блокады крепости Карс состоял в отряде генерала Бакланова. 17 сентября при штурме крепости Карс в колонне генерала Базина дивизион Тверского полка способствовал правильному отступлению колонны из укреплений на чахмахских высотах.
3 апреля 1856 года 5-й эскадрон в полном составе и кадры 2-го, 3-го и 8-го эскадронов выделены на сформирование Переяславского драгунского полка; затем полк переформирован в 6 действующих эскадронов с одним резервным. 17 октября выступил в Ставропольскую губернию для участия в войне с горцами западного Кавказа.
19 марта 1857 года наименован Тверским драгунским Его Императорского Высочества Великого Князя Николая Николаевича Старшего.
31 июля 1862 года приведен в состав 4-х действующих эскадронов и одного резервного; 7-й резервный эскадрон переименован в 5-й резервный.С этого года до окончательного покорения западного Кавказа участвовал в экспедициях против горцев.
25 марта 1864 года назван 15-м драгунским Тверским Его Императорского Высочества Великого Князя Николая Николаевича Старшего.
2 декабря 1864 года резервный эскадрон отчислен от полка и повелено было содержать его в «отдельном устройстве и управлении».
В начале 1865 года полк вошел в состав вновь сформированной Кавказской кавалерийской дивизии.
В 1874 году полк был расквартирован в ур. Царские-Колодцы Сигнахского уезда Тифлисской губернии (ныне Дедоплис-Цкаро края Кахетия, Грузия).
12 апреля 1877 года в составе главных сил действующего на кавказско-турецкой границе корпуса под начальством генерал-адъютанта Лорис-Меликова перешел границу. 16 числа в авангарде князя Чавчавадзе в походе к Караджурану. 26 апреля под начальством генерал-майора Шереметева участвовали в вылазке к северно-западной стороне Карса и отражении турецкой вылазки у села Мелик-Кея. 4 и 5 мая 1-й дивизион участвовал в штурме крепости Ардаган в отряде генерал-майора Шереметева. 24 июля выступил в составе сводной кавалерийской бригады князя Щербатова на подкрепление эриванского отряда. 15 августа в составе игдырского отряда отражал атаки корпуса Измаил-паши. С 8 октября при  блокаде Карса находился в отряде генерал-лейтенанта Шатилова. В ночь с 5 на 6 ноября при штурме крепости Карс действовал в летучей колонне генерал-майора Шереметева.
15 мая 1878 года выступил с зимних квартир в сарыкамышский отряд. С 8 июля по 7 сентября состоял в эрзерумском отряде. 1 октября приведен в мирный состав.
12 февраля 1882 года назван 43-м драгунским Тверским Его Императорского Высочества Великого Князя Николая Николаевича Старшего.
11 августа 1883 года приведен в 6-ти эскадронный состав; запасной эскадрон переформирован в 1-е отделение кадра Кавказского кавалерийского запаса.
26 апреля 1891 года по случаю кончины Шефа полк назван 43-м драгунским Тверским.
20 августа 1898 года, согласно приказу по военному ведомству от 1884 года № 347, праздновал столетний юбилей.
6 декабря 1907 года наименован 16-м драгунским Тверским Его Императорского Высочества Наследника Цесаревича.
В более чем 200-летней истории полка (полк был расформирован в 1918 году) много славных подвигов, но особая страница в летописи полка связана с его участием в Русско-турецкой войне 1854-1856 гг., известной больше как Крымская война, и в Русско-турецкой  войне 1877-1878 гг.
В этих войнах полк принимал участие на Кавказском театре военных действий и участвовал в боевых действиях на территории Армении, в том числе в штурме знаменитой крепости Карс.
В Русско-турецкой войне 1854-1856 гг. на территории современной Армении полк понес потери в офицерском составе, в том числе погиб и командир полка генерал-майор Иосиф Михайлович Куколевский. 

## Знаки отличия
- Полку пожалованы:
- Георгиевские штандарты с надписью «За отличные подвиги в сражении при Кюрук-Дара 24 июля 1854 года».
- Высочайшая грамота 11 августа 1875 года.
- Знаки на шапках с надписями: в 1-м дивизионе — «За отличие при покорении Западного Кавказа в 1864 г. и за взятие штурмом креп. Геок-Тепе 12 января 1881 года»; первое отличие пожаловано 20 июля 1865 г. за отличие в делах с горцами, а второе пожаловано 9 июня 1882 года; в прочих дивизионах — «За отличие при покорении Западного Кавказа в 1864 году», пожалованное 20 июля 1865 года.
- 17 георгиевских труб с надписью «За отличие в Турецкую войну в 1877 и 1878 годах»; пожалованы 13 октября 1878 года.
- Петлицы за военное отличие на штаб и обер-офицерские мундиры; пожалованы 13 октября 1878 года.

## Шеф
Шеф или почётный командир:
- П. И. Цорн, генерал-майор, 20 августа 1798 года —  январе 1800 года[5];
- П. И. Цорн, генерал-лейтенант, 18 сентября 1800 года — 6 сентября 1801 года[5];
- А. Н. Бердяев, генерал-майор
- Великий князь Михаил Павлович, 26 августа 1837 года — 19 сентября 1849 года;
- Его Императорское Высочество Великий Князь Николай Николаевич, 19 сентября 1849 года — 19 марта 1857 года;
- Его Императорское Высочество Великий Князь Николай Николаевич Старший, 19 марта 1857 года — 26 апреля 1891 года;
- Его Императорское Высочество Наследник Цесаревич, 6 декабря 1907 года — 1918 год.

## Командиры полка
- 29.06.1806 — 04.04.1810 — подполковник (полковник с 12.12.1807) Аргамаков, Иван Андреевич
- 1814 — 1815 — генерал-майор Чертков, Николай Дмитриевич
- 15.01.1815 — 10.05.1820 — полковник Набель, Андрей Андреевич
- 1820 — полковник Бринкен
- 1831 — полковник Броневский, Дмитрий Богданович
- 11.04.1838 — 08.06.1846 — полковник (с 25.06.1845 генерал-майор) Рыжов, Иван Иванович[10]
- 18.06.1846 — 31.01.1852 — полковник (с 08.04.1851 генерал-майор) Гастфер, Егор Антонович
- 02.02.1852 — 31.07.1855[11] — полковник (с 24.07.1854 генерал-майор) Куколевский, Иосиф Михайлович
- 01.10.1855 — 04.02.1860 — полковник (с 15.05.1857 генерал-майор) Тихоцкий, Иван Егорович
- 04.02.1860 — 17.04.1863 — полковник Борковский, Франц Казимирович
- 17.04.1863 — 26.11.1871 — полковник князь Чавчавадзе, Захарий Гульбатович
- 28.11.1871[12] — 06.11.1874 — полковник барон Мейендорф, Феофил Егорович
- 19.11.1874 — 13.12.1878 — полковник Новрузов, Мирза Гаджи Бек
- 17.12.1878 — 10.03.1881 — флигель-адъютант полковник граф Толстой, Михаил Павлович
- 10.03.1881 — 30.07.1891 — полковник Лихтанский, Николай Зиновьевич
- 11.08.1891 — 25.01.1900 — полковник Девель, Даниил Фёдорович
- 28.01.1900 — 18.06.1904 — полковник Коцурик, Владимир Иванович
- 18.06.1904 — 21.08.1906 — полковник Мончинский, Михаил Валерианович
- 11.09.1906 — 11.09.1908 — полковник Леонтович, Евгений Александрович
- 09.11.1908 — 08.12.1910 — полковник Образцов, Сергей Васильевич
- 08.12.1910 — 02.04.1914 — полковник Буш, Фердинанд Юльевич
- 09.04.1914 — 01.09.1916 — полковник Хартен, Эдуард Оскарович
- 01.09.1916 — хх.хх.хххх — полковник Коцебу, Александр Павлович

## Известные люди, служившие в полку
- Аргамаков, Иван Андреевич[13][6]
- Брусилов, Алексей Алексеевич — генерал-адъютант, генерал от кавалерии
- Нахичеванский, Гусейн Хан — генерал-адъютант, генерал от кавалерии
- Петрашевский, Василий Михайлович[14]
- Каджар, Фейзулла Мирза — генерал-майор